# Marek Kornaszewski
Marek Kornaszewski (ur. 14 maja 1930 w Ostrowie Wielkopolskim, zm. 21 sierpnia 2000) – polski filolog, dr hab., profesor Instytutu Filologii Polskiej Wydziału Filologii Polskiej i Klasycznej Uniwersytetu im. Adama Mickiewicza w Poznaniu.

## Życiorys
W 1970 obronił pracę doktorską, w 1982 otrzymał stopień doktora habilitowanego. W 1991 uzyskał tytuł profesora nadzwyczajnego. Został zatrudniony na stanowisku profesora w Instytucie Filologii Polskiej na Wydziale Filologii Polskiej i Klasycznej Uniwersytetu im. Adama Mickiewicza w Poznaniu.

## Odznaczenia i wyróżnienia
- Złota odznaka dawnego Związku Nauczycielstwa Polskiego[1]
- Złoty Krzyż Zasługi[1]
- Krzyż Kawalerski Orderu Odrodzenia Polski[1]